# والتر ديفيس (لاعب قفز ثلاثي)
والتر ديفيس (بالإنجليزية: Walter Davis)‏ مواليد 2 يوليو 1979 في لافاييت، هو لاعب قفز ثلاثي أمريكي. مثل بلاده في الأولمبياد. فاز بالميدالية الذهبية في بطولة العالم لألعاب القوى.

## الميداليات
| الميدالية | المسابقة                                    |
| --------- | ------------------------------------------- |
| ذهبية     | بطولة العالم لألعاب القوى 2005              |
| برونزية   | بطولة العالم لألعاب القوى 2007              |
| ذهبية     | بطولة العالم لألعاب القوى داخل الصالات 2006 |
| فضية      | بطولة العالم لألعاب القوى داخل الصالات 2003 |

## روابط خارجية
- والتر ديفيس على موقع الاتحاد الدولي لألعاب القوى (الإنجليزية)
- والتر ديفيس على موقع الاتحاد الأمريكي لسباقات المضمار والميدان (الإنجليزية)
- والتر ديفيس على موقع الدوري الماسي (الإنجليزية)
- والتر ديفيس على موقع اللجنة الأولمبية الدولية (الإنجليزية)
- والتر ديفيس على موقع أوليمبيديا (الإنجليزية)
- والتر ديفيس على موقع اللجنة الأولمبية والبارالمبية الأمريكية (الإنجليزية)